# 平田樹
平田 樹（ひらた いつき、1999年8月24日 - ）は、日本の女性総合格闘家。東京都足立区出身。兄は格闘家の平田直樹。

## 来歴
小学校1年生の時から講道館・春日柔道クラブで柔道を始め、5年生の時に全国大会で3位に入った。中学校進学後は両膝の前十字靭帯を断裂するなど度重なる怪我に苦しんだものの、高校時代には創志学園柔道部でインターハイに出場。同校卒業後の2018年、横田一則が主宰するK-Clannに入門し、総合格闘技のトレーニングを開始した。同年9月、AbemaTVのリアリティ番組『格闘代理戦争』3rdシーズンに出演。トライアウトで落選したが、その後桜井“マッハ”速人の推薦選手枠でトーナメント参戦が決まった。同年10月20日、1回戦でパク・ボヒョンと対戦し、2Rに腕ひしぎ十字固めで一本勝ち。同年12月1日、準決勝でMIOと対戦し、1Rにリアネイキドチョークで一本勝ち。同年12月29日、決勝で古瀬美月と対戦し、1Rにアメリカーナで一本勝ちを収め優勝した。

### ONE Championship
2019年6月15日、ONE Championship: Legendary Questでアンジェリー・サバナルを相手にプロデビュー戦を行い、1Rにアメリカーナで一本勝ち。
2019年10月13日、ONE Championship: Centuryでリカ・イシゲ（石毛里佳）と対戦し、2Rに腕ひしぎ十字固めで一本勝ち。
2020年2月7日、ONE Championship: Warrior's Codeでナイリン・クローリーと対戦し、3RにパウンドでTKO勝ち。前日計量ではハイドレーションテスト（尿比重検査）をクリアできず計量失敗。再計量では1kg以上体重オーバーして計量失格となった。試合は53.4kgのキャッチウェイトで行われた。また、計量オーバーしたにもかかわらず、試合中のインターバルごとに両手を上げて笑顔でステップを踏んだり、ダンスをする姿を見せ、それをセコンドにやめろと引っ張られても舌を出す姿などが映り、視聴者達から痛烈な批判を受けた。
2020年12月19日、所属していたK-Clannを離れ、フリーになったことをTwitter上で発表した。
2021年9月3日、ONE Championship: Empowerの女子アトム級ワールドグランプリ1回戦でアリース・アンダーソンと対戦し、判定勝ち。
2021年10月29日、ONE Championship: NextGenの女子アトム級ワールドグランプリ準決勝でリトゥ・フォガットと対戦予定だったが、熱が出たことで体調不良としてトーナメントの準決勝を棄権して欠場した。
2022年3月26日、ONE Championship: ONE Xでジヒン・ラズワンと対戦し、スプリット判定負け。キャリア初黒星を喫した。
2022年8月27日、ONE Fight Night 1: Moraes vs. Johnson IIでリン・ホーチンと対戦し、判定勝ち。この試合は平田が計量で0.3kgオーバーし計量失敗。さらにハイドレーションテストもクリアできず計量失敗。その後再計量でも1.89kgオーバーし、計量失格となった。試合は53.97kgのキャッチウェイトで行われた。試合後には対戦相手のリンがInstagramで平田に対して、「あなた達が私にしたことは本当に腹立たしかったし酷かった。体重を落とすために夜中までずっと走っているところをあなたのチームにずっと撮影され続け、私が叫ぶまでやめてくれなかった。それに私が計量のために何時間も走っている時、あなたは道をのんびり歩きながら私を見ているだけだった。私は38時間頑張って落としたのに、あなたはその時間で規定体重より2kgも重くなっていた。試合をしない選択もあったけど長い時間準備をしてきたので、あなたが無責任だからといって試合を辞めたくなかった。あなたは勝ったが、あなたは私の尊敬に値しない。体重を作れない選手は良い選手じゃないし、体重を減らそうとすらしなかった。あんたには競争心が無いんだよ！」と投稿。対戦相手から痛烈な批判を受けた。
2022年11月19日、「ONE 163: AKIMOTO vs. PETCHTANONG」でハム・ソヒと対戦予定だったが、前日計量で規定体重もハイドレーションテストもクリアできず計量失格となった。再計量でも体重オーバーし、尿比重もクリアできず計量失格。自身3度目の計量オーバーとなった。また、キャッチウェイトでの試合もハム側に拒否されたため、試合は中止となった。直後には対戦相手のハムがInstagramで平田に対して、「私はたくさんの血と涙を流して計量に合格した。でも平田は体重も水分比重も両方失格した。平田の計量失敗は初めてでは無い。同じ失敗を3度も繰り返してる。平田はプロの選手と呼ぶに値しない。疲れるのが嫌だからペナルティを受けて試合すればいいと思っているのだろう。今まではそれでも(相手が試合を受けてくれて)うまくいったが今回はそうはいかない。計量失敗した後にも彼女からは謝罪や反省の言葉が一切無かった。今回の件を恥ずかしい事だと思ってほしい。そしてあなたの無責任な行動で他の人達にも影響が出ていることを理解してほしい」と投稿。対戦相手から痛烈な批判を受けた。
2023年3月25日、ONE Fight Night 8: Bhullar vs. Malykhin でハム・ソヒと再び試合が組まれたが、0-3の判定負け。
2024年1月28日、ONE 165において三浦彩佳と対戦予定。

## 人物・エピソード
- プロデビューが決まった2019年4月頃から、身体に複数のタトゥーを入れている[18][19]。

## 戦績

### プロ総合格闘技
| 総合格闘技 戦績 | 総合格闘技 戦績 | 総合格闘技 戦績 | 総合格闘技 戦績 | 総合格闘技 戦績 | 総合格闘技 戦績 | 総合格闘技 戦績 |
| --------------- | --------------- | --------------- | --------------- | --------------- | --------------- | --------------- |
| 11 試合         | (T)KO           | 一本            | 判定            | その他          | 引き分け        | 無効試合        |
| 7 勝            | 2               | 2               | 3               | 0               | 0               | 0               |
| 4 敗            | 0               | 1               | 3               | 0               | 0               | 0               |

| 勝敗 | 対戦相手               | 試合結果                 | 大会名                                                               | 開催年月日     |
| ○    | アーティ・カトリ       | 5分3R終了 判定3-0        | ONE Friday Fights 120                                                | 2025年8月15日  |
| ×    | ビクトリア・ソウザ     | 1R 1:31 ギロチンチョーク | ONE 167                                                              | 2024年6月8日   |
| ×    | 三浦彩佳               | 5分3R終了 判定0-3        | ONE 165: Superlek vs. Takeru                                         | 2024年1月28日  |
| ×    | ハム・ソヒ             | 5分3R終了 判定0-3        | ONE Fight Night 8: Bhullar vs. Malykhin                              | 2023年3月25日  |
| ○    | リン・ホーチン         | 5分3R終了 判定3-0        | ONE Fight Night 1: Moraes vs. Johnson II                             | 2022年8月27日  |
| ×    | ジヒン・ラズワン       | 5分3R終了 判定1-2        | ONE Championship: ONE X                                              | 2022年3月26日  |
| ○    | アリース・アンダーソン | 5分3R終了 判定3-0        | ONE Championship: Empower 【ONE女子アトム級ワールドグランプリ1回戦】 | 2021年9月3日   |
| ○    | 中村未来               | 2R 2:34 TKO（パウンド）  | Road to ONE: 4th Young Guns                                          | 2021年2月22日  |
| ○    | ナイリン・クローリー   | 3R 3:27 TKO（パウンド）  | ONE Championship: Warrior's Code                                     | 2020年2月7日   |
| ○    | リカ・イシゲ           | 2R 4:41 腕ひしぎ十字固め | ONE Championship: Century                                            | 2019年10月13日 |
| ○    | アンジェリー・サバナル | 1R 2:59 アメリカーナ     | ONE Championship: Legendary Quest                                    | 2019年6月15日  |

### アマチュア総合格闘技
| 勝敗 | 対戦相手       | 試合結果                     | 大会名                                           | 開催年月日     |
| ○    | 古瀬美月       | 1R 2:54 アメリカーナ         | 格闘代理戦争 3rdシーズン 【トーナメント 決勝】   | 2018年12月29日 |
| ○    | MIO            | 1R 2:36 リアネイキドチョーク | 格闘代理戦争 3rdシーズン 【トーナメント 準決勝】 | 2018年12月1日  |
| ○    | パク・ボヒョン | 2R 3:18 腕ひしぎ十字固め     | 格闘代理戦争 3rdシーズン 【トーナメント 1回戦】  | 2018年10月20日 |
| ○    | 吉川桃加       | 2R 1:42 キムラロック         | DEEP JEWELSアマチュア大会                        | 2018年9月16日  |

## 獲得タイトル
- 格闘代理戦争3rdシーズン 優勝（2018年）